# Carole Delga
Pour les articles homonymes, voir Delga.
Carole Delga , née le 19 août 1971 à Toulouse, est une femme politique française.
Fonctionnaire territoriale de profession, elle rejoint en 2004 le Parti socialiste où elle se positionne à l'aile droite. Localement, elle est élue maire de Martres-Tolosane entre 2008 et 2014 puis vice-présidente du conseil régional de Midi-Pyrénées de 2010 à 2012.
Au niveau national, elle est députée de la Haute-Garonne de 2012 à 2017, à l’exception d'une période d'un an où elle rentre dans les gouvernements de Manuel Valls en tant que secrétaire d'État chargée du Commerce, de l'Artisanat, de la Consommation et de l'Économie sociale et solidaire.
Elle est élue à partir de 2015 présidente du conseil régional de la nouvelle région Occitanie, poste pour lequel elle décide de céder son siège de députée en 2017 pour respecter le loi sur le non-cumul des mandats. Elle demeure au Parti socialiste malgré le ralliement de nombreux cadres de son courant à Emmanuel Macron. Elle devient présidente de l'association Régions de France à partir de 2021 et sa réélection à la présidence de la région Occitanie.
Initialement soutien d'Olivier Faure lors de sa première élection en tant que Premier secrétaire du parti, elle devient l'un de ses principaux opposants internes en raison de son hostilité envers l'union de la gauche avec La France insoumise de Jean-Luc Mélenchon.

## Situation personnelle

### Famille
Fille unique, elle est élevée par sa grand-mère et sa mère dans un milieu modeste. Cette dernière exerce la profession de secrétaire, puis femme de ménage à partir de 50 ans,.

### Études
Après un baccalauréat scientifique au lycée Bagatelle de Saint-Gaudens, une licence en sciences économiques et un diplôme en sciences juridiques à la faculté des sciences sociales de l'université Toulouse 1, Carole Delga obtient un master en droit des collectivités locales à l'université de Pau et des Pays de l'Adour. Elle réussit le concours d'attachée territoriale en 1994, et l'examen professionnel en 2002.

### Carrière administrative
Fonctionnaire territoriale à la mairie de Limoges de 1994 à 1996, elle est chargée des monuments historiques et archéologiques, elle est ensuite chargée de mission auprès de Dominique Manent. En 1998, elle devient directrice générale des services du Syndicat des eaux de la Barousse, du Comminges et de la Save jusqu'en 2005. À cette date, elle intègre la région Midi-Pyrénées comme directrice adjointe de l'Aménagement du territoire. En 2007, elle est nommée chargée de mission auprès du directeur général adjoint chargé de l'aménagement du territoire, du développement économique et du développement durable. Elle quitte le conseil régional en 2010.

## Parcours politique

### Maire de Martres-Tolosane
Son élection en tant que maire de Martres-Tolosane, en 2008, marque son entrée en politique : sa liste l’avait emporté dès le premier tour, dans la ville de Haute-Garonne dont elle est originaire. Il en est de même aux élections municipales de 2014. Le 4 juillet de cette même année, à la suite de sa nomination au gouvernement en tant que secrétaire d'État au Commerce, à l'Artisanat, à la Consommation et à l'Économie sociale et solidaire, elle démissionne de son mandat de maire pour laisser sa place à Gilbert Tarraube. Elle occupe dès lors la fonction de première adjointe, déléguée à l'administration générale et aux investissements.

### Vice-présidente du conseil régional de Midi-Pyrénées
Élue sur la liste menée par Martin Malvy aux élections régionales de 2010, elle est élue à la vice-présidence de la région, chargée des questions de ruralité, des services au public en milieu rural et des technologies de l'information et de la communication (TIC). Après son élection à l'Assemblée nationale, elle démissionne de ce poste le 1er septembre 2012, puis du conseil régional le 27 juin 2013.

### Députée de la Haute-Garonne
Investie en 2012 dans la huitième circonscription de la Haute-Garonne, du Comminges-Savès, par le Parti socialiste et ses alliés, pour succéder à Jean-Louis Idiart, elle est élue dès le premier tour, avec 51,62 % des suffrages exprimés.
Pour respecter la loi sur le cumul des mandats, elle renonce à se présenter aux élections législatives de 2017.

### Au gouvernement sous la présidence Hollande
Le 3 juin 2014, elle est nommée secrétaire d'État déléguée au Commerce, à l'Artisanat, à la Consommation et de l'Économie sociale et solidaire dans le gouvernement Valls I, en remplacement de Valérie Fourneyron, démissionnaire.
En juillet 2014, elle fait passer un décret relatif à la mention « fait maison » dans les restaurants. Elle participe à la création des statuts « artisan-métier d'art », « artisan-cuisinier » et « artisan-fromager »,, le lancement des Indications géographiques ou encore le lancement du Fonds d'innovation sociale (Fiso). En août 2014, elle est reconduite dans ses fonctions dans le deuxième gouvernement Valls.
Le 17 juin 2015, elle quitte le gouvernement afin de lancer la campagne des élections régionales. Elle y est remplacée par Martine Pinville, députée de Charente.

### Présidente du conseil régional d'Occitanie
En janvier 2015, elle déclare être candidate à la primaire PS visant à désigner le candidat du parti pour les élections régionales en région Occitanie. Elle l'emporte à l'issue d'une campagne interne face à l'ancien ministre Jean Glavany et au sénateur Bertrand Auban.
Elle lance sa campagne, en tant que candidate tête de liste « Notre Sud en commun », rassemblant plusieurs partis de gauche et écologistes, le 27 juin 2015 à Montpellier. Dans le cadre de cette campagne, elle propose notamment de créer une écotaxe afin de taxer les poids lourds en transit international.
La liste qu’elle conduit l’emporte au second tour, le 13 décembre 2015, avec 44,8 % des suffrages exprimés, dans une triangulaire l'opposant au FN et aux Républicains, après une fusion dans l'entre-deux tours de sa liste avec celle d’EELV. Une fois élue, elle choisit de gouverner avec plusieurs partis de gauche : le PS, EELV, le PCF et le PRG. Elle nomme notamment Agnès Langevine, figure régionale d’EELV, troisième vice-présidente, chargée de la transition écologique et énergétique,.
Première présidente de la région Occitanie, elle doit mettre en œuvre la fusion de Midi-Pyrénées et Languedoc-Roussillon, couvrant treize départements et six millions d’habitants. Elle harmonise l'organisation des services et les statuts des agents de la région, qui conserve les deux sites administratifs de Toulouse et Montpellier, sièges partagés de la collectivité. Cette fusion permet des économies de 150 millions d’euros entre 2016 et 2020, mais la hausse des dépenses de fonctionnement de 1,2 % est critiquée en 2018 par la Cour des comptes, qui souligne le niveau d’endettement de la collectivité. La région obtient de la SNCF 72 trains et 37 000 places supplémentaires et met en place des titres de transports à un euro. Elle lance de nouvelles instances démocratiques : un Parlement de la mer, un Parlement de la montagne, une Assemblée des territoires, composée de 158 représentants des anciens « pays » et pôles d’équilibre territoriaux et ruraux (PETR), animée par l'écologiste Gérard Onesta.
Au premier tour des élections régionales de 2021 en Occitanie, elle distance largement ses concurrents. Sa liste, « L'Occitanie en commun », réunissant PS, communistes et écologistes en rupture avec EELV, dont Agnès Langevine et José Bové, ne fusionne pas au second tour avec celle d’EELV menée par Antoine Maurice, laquelle est opposée aux projets d’autoroute Toulouse-Castres et de ligne à grande vitesse Toulouse-Bordeaux, ainsi qu'au soutien affiché par Carole Delga aux pêcheurs et aux chasseurs. Le quotidien Le Monde remarque que pendant la campagne Carole Delga « se garde bien d’arborer le signe du Parti socialiste (PS) ». Personnalité ayant obtenu le pourcentage le plus élevé à l’issue du second tour, Carole Delga est élue présidente de l'Association des Régions de France le 9 juillet 2021. Elle est la première femme à occuper cette fonction.

### Au sein du Parti socialiste

#### Campagne de Manuel Valls
En 2016, elle rejoint le comité de campagne de Manuel Valls pour la primaire du Parti socialiste. Après la victoire de Benoît Hamon, elle est intégrée au comité de campagne de celui-ci alors que plusieurs ténors socialistes rejoignent Emmanuel Macron.

#### Direction du parti
Le 8 juillet 2017, elle intègre la direction collégiale du PS. En vue du congrès d'Aubervilliers de 2018, elle soutient la candidature d'Olivier Faure contre Stéphane Le Foll.

#### Européennes de 2019 et présidentielle de 2022
Elle soutient la liste PS-Place publique-Nouvelle Donne, menée par Raphaël Glucksmann, lors des élections européennes de 2019 en France.
Elle soutient Anne Hidalgo en vue de l'élection présidentielle de 2022. Elle se montre opposée à toute union de la gauche pour les élections législatives, en particulier avec la France insoumise, jugeant même Jean-Luc Mélenchon « hors de la République ». Elle ne s'en montre pas moins critique envers d'anciens dirigeants du PS s'étant ralliés à Emmanuel Macron, fustigeant les « trahisons » de Manuel Valls, Marisol Touraine ou encore François Rebsamen. Elle remplace ce dernier à la tête de la FNESR en 2022.
Malgré l'accord du Parti socialiste au sein de la Nouvelle union populaire écologique et sociale avec les autres partis de gauche qui prévoit que plusieurs circonscriptions d'Occitanie soient réservés à La France insoumise, elle soutient les candidatures socialistes dissidentes. Sur les 15 candidatures qu'elle soutient, seul David Taupiac est élu dans la deuxième circonscription du Gers.

#### Congrès de Marseille
Lors du congrès de Marseille sous tension, elle fait partie des élus prônant une troisième voie entre la direction sortante d’Olivier Faure, favorable à la NUPES, et celle d’Hélène Geoffroy, également hostile à toute union avec les Insoumis,, et s'allie en ce sens à Nicolas Mayer-Rossignol et Lamia El Aaraje sous le texte d'orientation Refondations. La direction sortante, au terme d'une vive contestation des résultats, est reconduite de justesse par les militants du PS,.

#### 2023
Dans les mois qui suivent, elle s'oppose à de multiples reprises à Olivier Faure, refusant de respecter l'accord de la NUPES lors des élections législatives partielles en soutenant notamment la candidature dissidente de Martine Froger face à l'insoumise Bénédicte Taurine avec les militants socialistes de l'Ariège. Cette élection a eu lieu peu après les tensions au sein de la Nupes au sujet de la stratégie à suivre contre le passage en force de la loi sur les retraites, qui voit l'aile dite « anti-Nupes » du Parti socialiste, menée par Nicolas Mayer-Rossignol, s'exprimer à plusieurs reprises. Depuis 2021, avec son mouvement « La République en commun », elle organise en septembre des ateliers, des débats et des conférences à Bram, intitulées « Rencontres de la gauche »,,.
Au cours des débats sur cette réforme des retraites, Carole Delga écrit à Emmanuel Macron pour lui demander de prendre « le temps » d'une pause, qui lui est en particulier demandée par le leader de la CFDT Laurent Berger.
Le Monde écrit en juin 2023 qu'elle envisagerait d'être candidate à l'élection présidentielle de 2027.

#### Congrès de Nancy
Lors du Congrès de Nancy, Carole Delga soutient à nouveau Nicolas Mayer-Rossignol, en opposition à la ligne d'Olivier Faure. Elle annonce même qu'elle quittera le parti si Olivier Faure est élu premier secrétaire à nouveau.

### Lancement de son parti politique
Le 12 février 2025, Carole Delga annonce qu'elle ne se présentera pas aux élections municipales de Toulouse,. Elle annonce le même jour structurer son mouvement politique, La République en Commun (La REC), pour lequel un coordinateur national a été recruté pour « animer et fédérer le mouvement ». Une « plateforme programmatique » sera présentée à l'automne 2025. Elle lance son site internet, caroledelga.fr.
Elle annonce également, à l'approche du Congrès du PS, qu'elle quittera ce dernier en cas de reconduction d'Olivier Faure comme premier secrétaire.

## Controverses et polémiques

### Réunions non mixtes
À la suite de l'intrusion de l'Action française dans le conseil régional d'Occitanie, ses propos critiquant les réunions non mixtes au sein du syndicat étudiant UNEF suscitent une polémique en mars 2021. Carole Delga attaque le syndicat en déclarant : « Il faut cesser de monter les gens les uns contre les autres, au risque de générer une société d’ennemis. Racisme, antisémitisme et discriminations ne reculeront qu’en rassemblant d’abord les Français sur les droits et valeurs de la République ». L'eurodéputé EELV David Cormand l'accuse alors de « mettre un signe égal entre les racistes et leur victime ».

### Projet de l'autoroute A69
L'autoroute A69 est une autoroute en construction qui doit relier la sortie 2 de l'A68 (près de Toulouse) à la rocade de Castres.
Critiqué pour son impact environnemental par plusieurs associations scientifiques (il a reçu des avis défavorables du Conseil national de la protection de la nature et de l’Autorité environnementale), face au militant écologiste Thomas Brail alors en grève de la faim, Carole Delga défend ce projet par une lettre ouverte s'appuyant sur les textes de Julia Cagé et Thomas Piketty, insistant sur la nécessité de développer l'accès aux infrastructures de transport. L'économiste Julia Cagé réagit alors vivement au nom des deux auteurs à cette lettre ouverte, dénonçant notamment la construction d'autoroute en lieu du train, ainsi que l'artificialisation des sols agricoles qui en découle.
Le climatologue et auteur du GIEC Christophe Cassou, après un entretien avec Delga, juge la vision de celle-ci comme condamnant « dès maintenant et pour des décennies, à des modes de vie et à des trajectoires incompatibles avec les objectifs de réduction des émissions de gaz à effet de serre visant à limiter les risques pour les sociétés humaines et la biodiversité, dans un climat qui change vite ».
Malgré l'avis défavorable de Olivier Faure fin octobre 2023, Carole Delga réitère son soutien à la réalisation de l'A69 pour :
- une raison économique : désenclaver le sud du Tarn, un territoire très pauvre ;
- deux raisons politiques :
  - dans le territoire concerné par l'autoroute, une majorité d'électeurs était favorable au Rassemblement national lors de la dernière élection présidentielle ;
  - globalement, au conseil régional, les partis politiques opposés au projet n'ont que 22 élus sur les 109 de la majorité de Delga, sur les 158 élus membres du conseil[57].

### Conflit Israël/Palestine
L'élue déclenche une vive polémique en 2023 sur le plateau de Sud Radio enregistré et filmé, le 12 octobre soit 5 jours après l'attaque terroriste du Hamas contre Israël, en soutenant l'interdiction de toutes les manifestations en faveur de la Palestine en France,. Elle accuse ensuite la candidate du parti LFI Rima Hassan de « manipulation de l’information » et de « diffamation » après la publication d'un tweet la citant et rappelle son « attachement viscéral à la liberté d’expression », avant de souligner sa position sur le dossier israélo-palestinien : « libération des otages israéliens à Gaza », « cessez-le-feu » dans l’enclave palestinienne et « solution à deux États ».

## Affaires judiciaires
En avril 2019, Carole Delga est condamnée par la cour d’appel de Nîmes à 8 000 € d'amende et dommages-intérêts à la commune de Beaucaire pour « discrimination fondée sur des opinions politiques » et « entrave à l’exercice d’une activité économique » après avoir refusé de signer un contrat de ville établi par la municipalité de Beaucaire dirigée par Julien Sanchez, et ne pas avoir choisi cette commune pour accueillir le futur lycée général construit par la région dans le Gard. Carole Delga réagit en dénonçant l'opportunisme du projet, et la campagne de procès judiciaires menées par le RN contre la région. Son pourvoi en cassation est toutefois rejeté,. Elle annonce néanmoins son intention de saisir la Cour européenne des droits de l'homme, qui lui donne finalement gain de cause dans un arrêt rendu le mardi 9 juillet 2024.

## Ouvrage
- Jean Jaurès : les convictions et le courage, Privat, 2022.

## Détail des mandats et fonctions
- Maire de Martres-Tolosane de 2008 à 2014
- Conseillère régionale de Midi-Pyrénées de 2010 à 2013
- Vice-présidente du conseil régional de Midi-Pyrénées chargée des questions de ruralité, des services au public en milieu rural et des technologies de l'information et de la communication d'avril 2010 au 1er septembre 2012
- Députée de la huitième circonscription de la Haute-Garonne de 2012 à 2014 puis de 2015 à 2017
- Nommée secrétaire nationale du Parti socialiste au logement et l'égalité des territoires en novembre 2012[66]
- Secrétaire d'État chargée du Commerce, de l'Artisanat, de la Consommation et de l'Économie sociale et solidaire du 3 juin 2014 au 17 juin 2015
- Conseillère municipale de Martres-Tolosane depuis 2008
- Conseillère régionale d’Occitanie depuis le 4 janvier 2016
- Présidente du conseil régional d'Occitanie depuis le 4 janvier 2016
- Présidente des Régions de France depuis le 9 juillet 2021

## Synthèse des résultats électoraux

### Élections législatives
| Année | Parti | Parti | Circonscription        | Premier/unique tour | Premier/unique tour | Issue |
| Année | Parti | Parti | Circonscription        | Voix                | %                   | Issue |
| ----- | ----- | ----- | ---------------------- | ------------------- | ------------------- | ----- |
| 2012  |       | PS    | 8e de la Haute-Garonne | 26 351              | 51,62               | Élue  |

### Élections régionales
Les résultats ci-dessous concernent uniquement les élections où elle est tête de liste.
| Année | Liste      | Liste   | Région    | 1er tour | 1er tour | 1er tour | 2d tour   | 2d tour | 2d tour   | Sièges obtenus |
| Année | Liste      | Liste   | Région    | Voix     | %        | Rang     | Voix      | %       | Rang      | Sièges obtenus |
| ----- | ---------- | ------- | --------- | -------- | -------- | -------- | --------- | ------- | --------- | -------------- |
| 2015  |            | PS-PRG  | Occitanie | 501 307  | 24,41    | 2e       | 1 092 969 | 44,81   | 1re       | 93 / 158       |
| 2021  | PS-PCF-PRG | 597 215 | Occitanie | 39,57    | 1re      | 882 116  | 57,77     | 1re     | 109 / 158 |                |

### Élections municipales
Les résultats ci-dessous concernent uniquement les élections où elle est tête de liste.
| Année | Liste | Liste | Commune          | Premier/unique tour | Premier/unique tour | Sièges obtenus |
| Année | Liste | Liste | Commune          | Voix                | %                   | Sièges obtenus |
| ----- | ----- | ----- | ---------------- | ------------------- | ------------------- | -------------- |
| 2008  |       | PS    | Martres-Tolosane | 857                 | 61,74               | NC             |
| 2014  | 834   | PS    | Martres-Tolosane | 64,75               | 16 / 19             |                |